# Дарапскит
Дарапски́т — минерал, кристаллогидрат двойного нитрата-сульфата натрия островного строения Na3(NO3)(SO4)·H2O. Назван в честь Л. Дарапски (Ludwig Darapsky, 1857-1916), немецко-чилийского химика и минералога из Сантьяго, Чили.

## Свойства
Бесцветные пластинчатые кристаллы моноклинной сингонии, хорошо растворимые в воде. Твёрдость по Моосу 2,5. Состав (%): Na2О — 37,94: N2O5 — 22,04; SO3 — 32,67; H2O — 7,35.

## Месторождения
Впервые описан в 1891 году Дитце (нем. Dietze)  как минерал нитратных месторождений Пампа дель Торо (Чили, провинция Антофогаста). Один из главных минералов некоторых чилийских селитряных месторождений, главным образом обнаруживаемый в пустотах или трещинах. Встречается вместе с натриевой селитрой, астраханитом, галитом и ангидритом.